# Caminophantis
Caminophantis é um gênero de mariposa pertencente à família Acrolepiidae.